# Dmitrij Neljubin
Dmitrij Neljubin, född den 8 februari 1971 i Sankt Petersburg, Ryssland, död 1 januari 2005 i St. Petersburg, var en sovjetisk tävlingscyklist som tog OS-guld i lagförföljelsen vid olympiska sommarspelen 1988 i Seoul. 